# Biserica de lemn din Dobrin

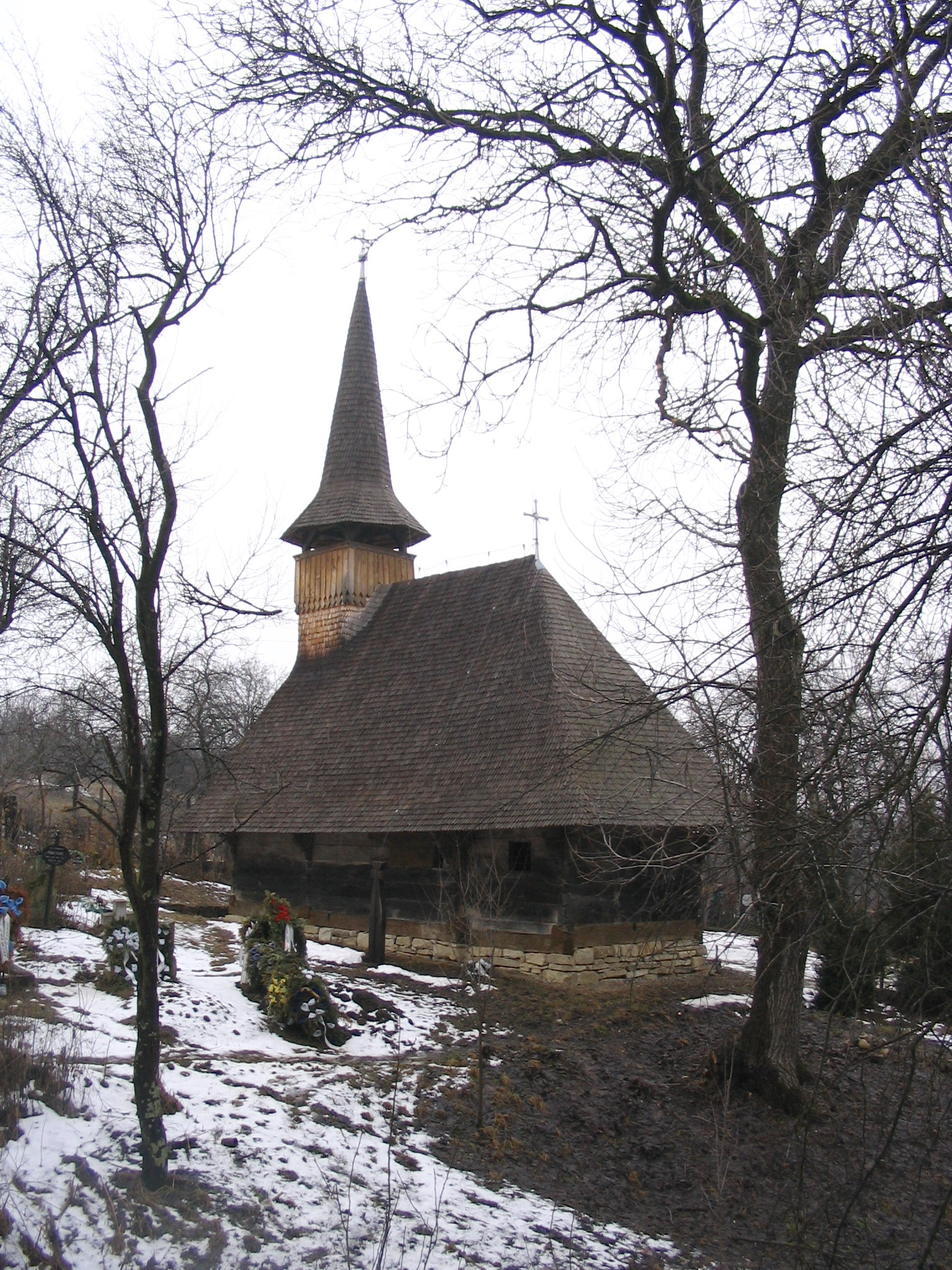
Biserica de lemn din Dobrin

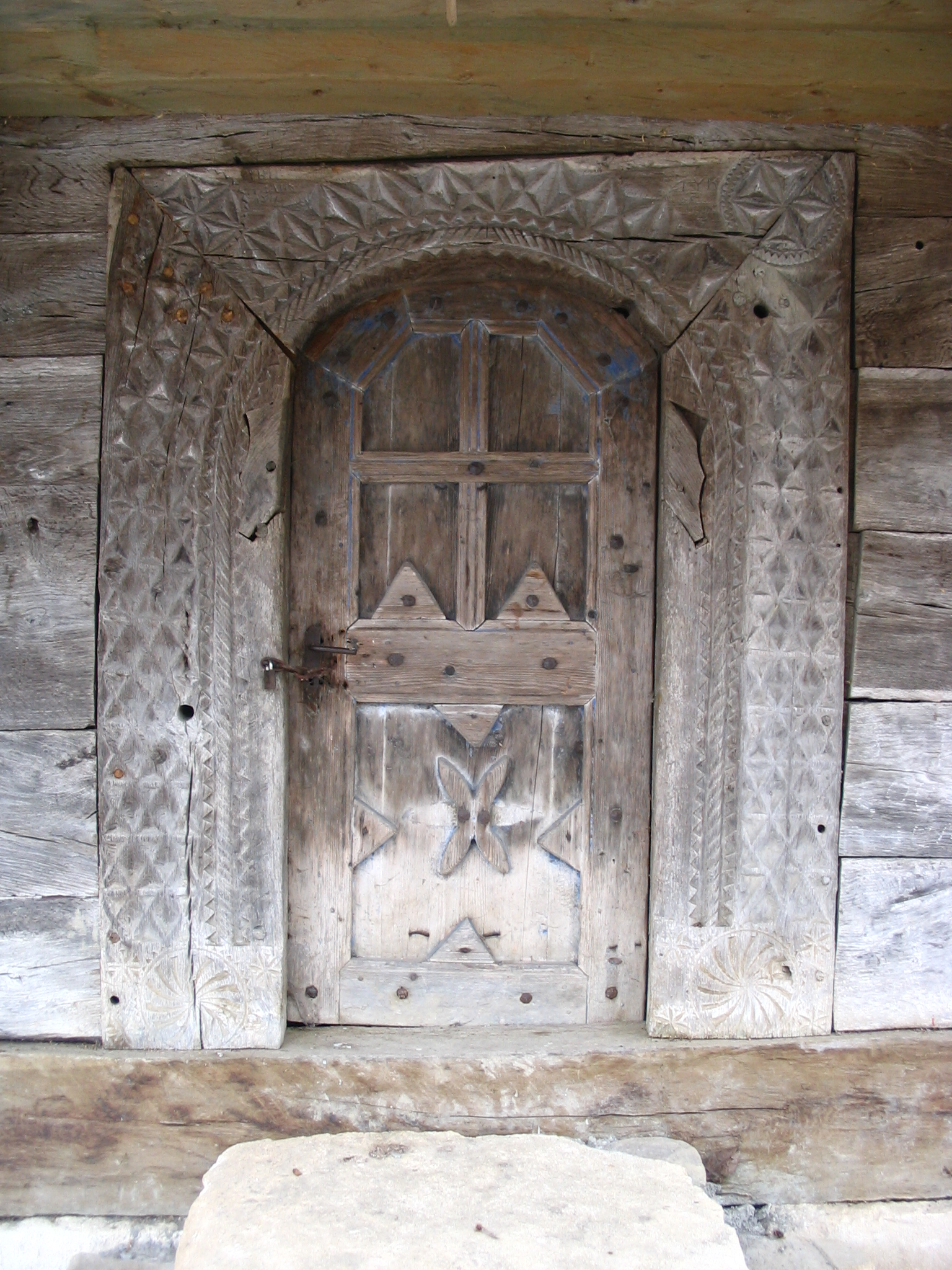
Portalul bisericii de lemn din Dobrin, 2006

Biserica de lemn din Dobrin se află în localitatea omonimă din județul Sălaj și este datată prin inscripție din anul 1720. Biserica se află pe noua listă a monumentelor istorice sub codul LMI:  SJ-II-m-A-05049.

## Istoric
Deasupra intrării se află inscripția de unde rezultă anul înălțării bisericii: „anii Domnului 1720 iunie 17”.

## Imagini

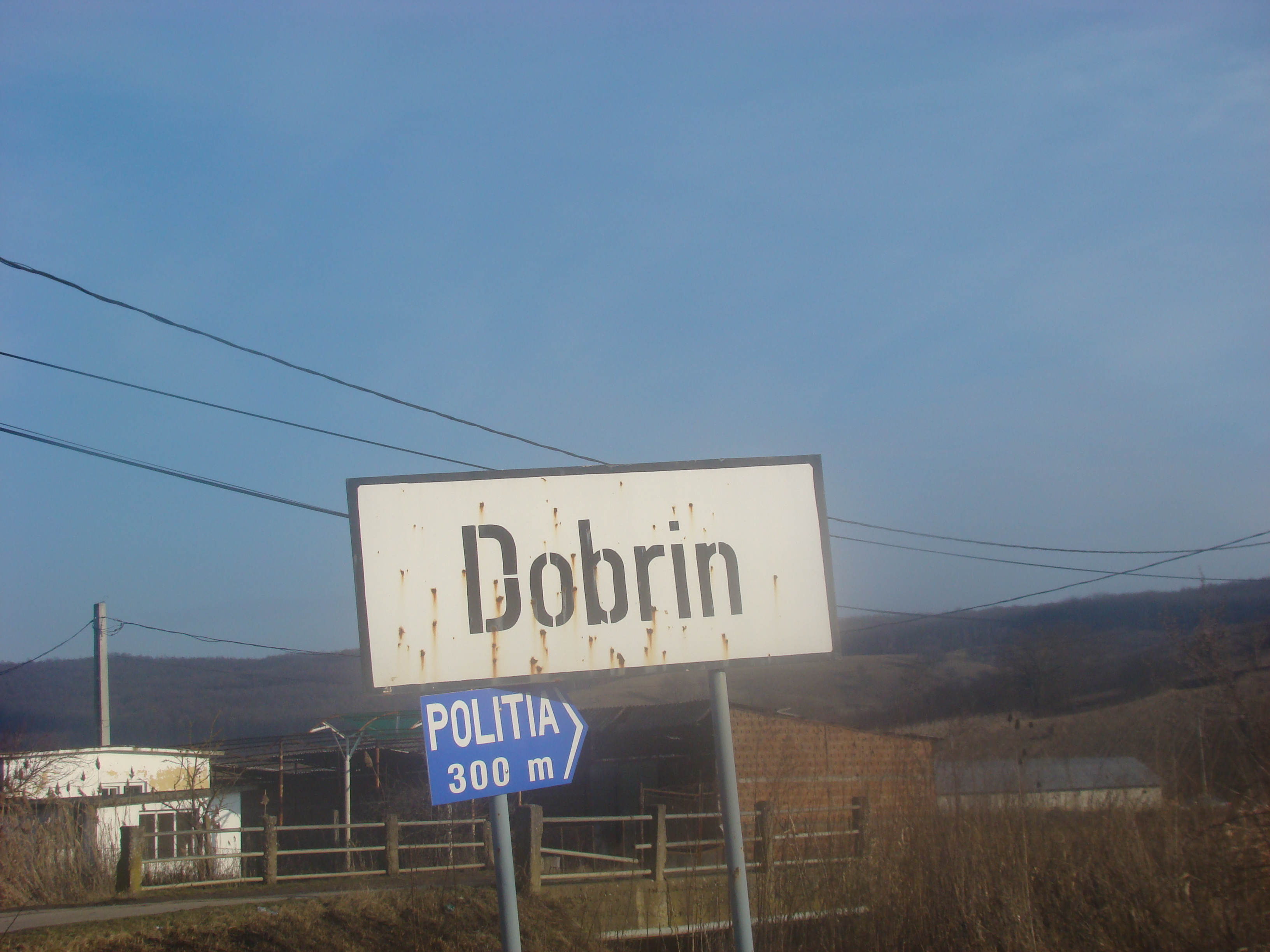
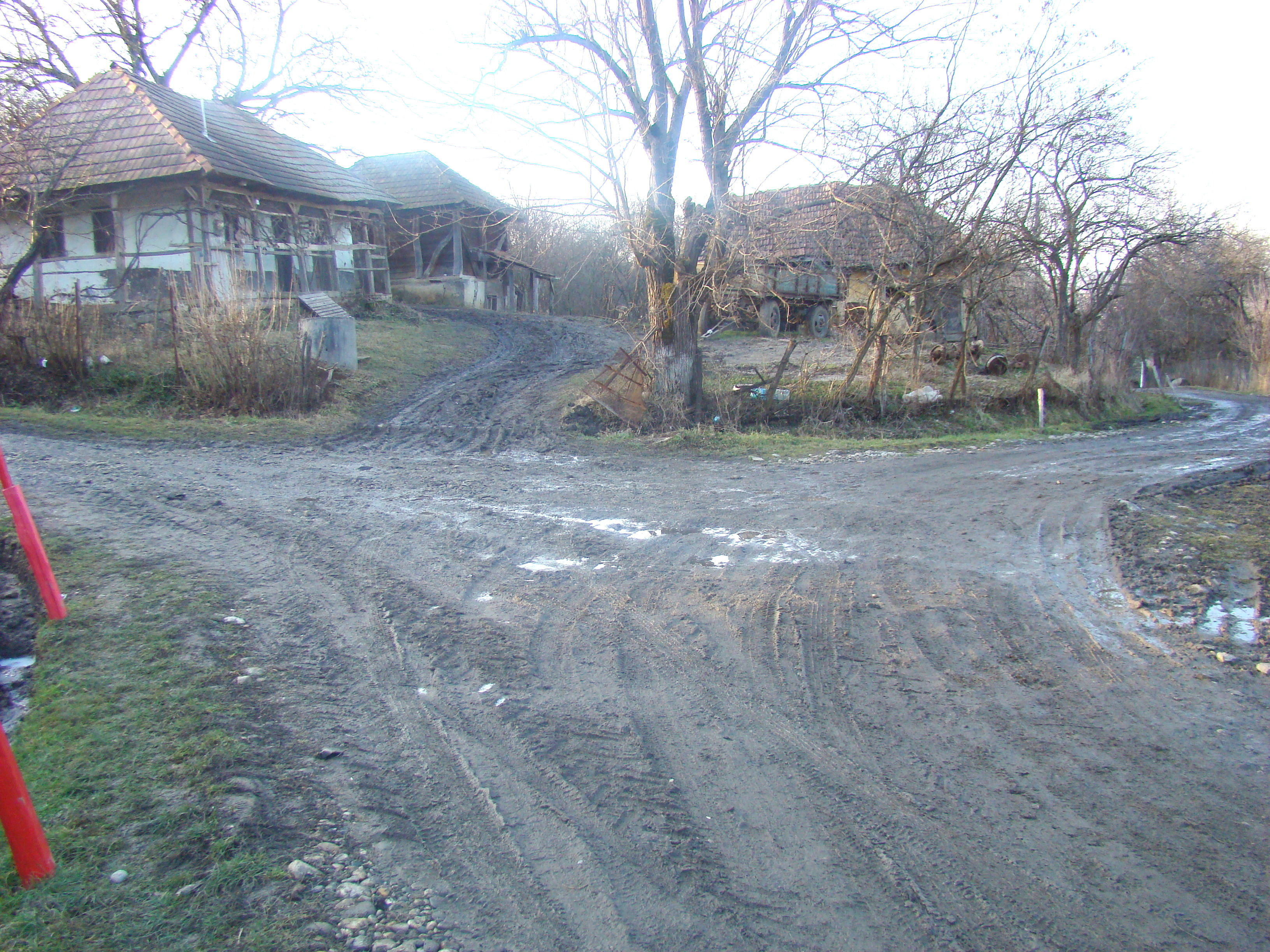
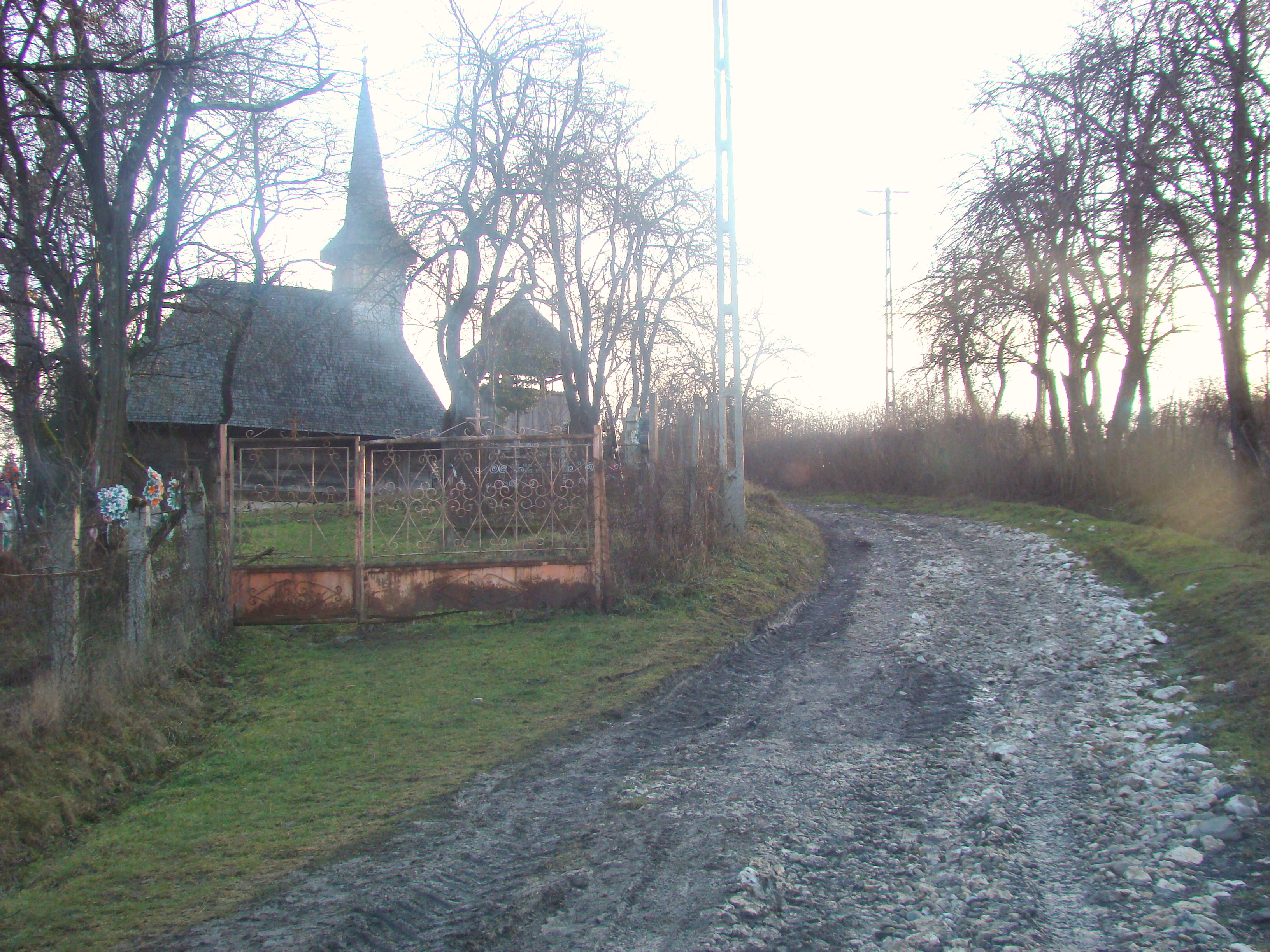
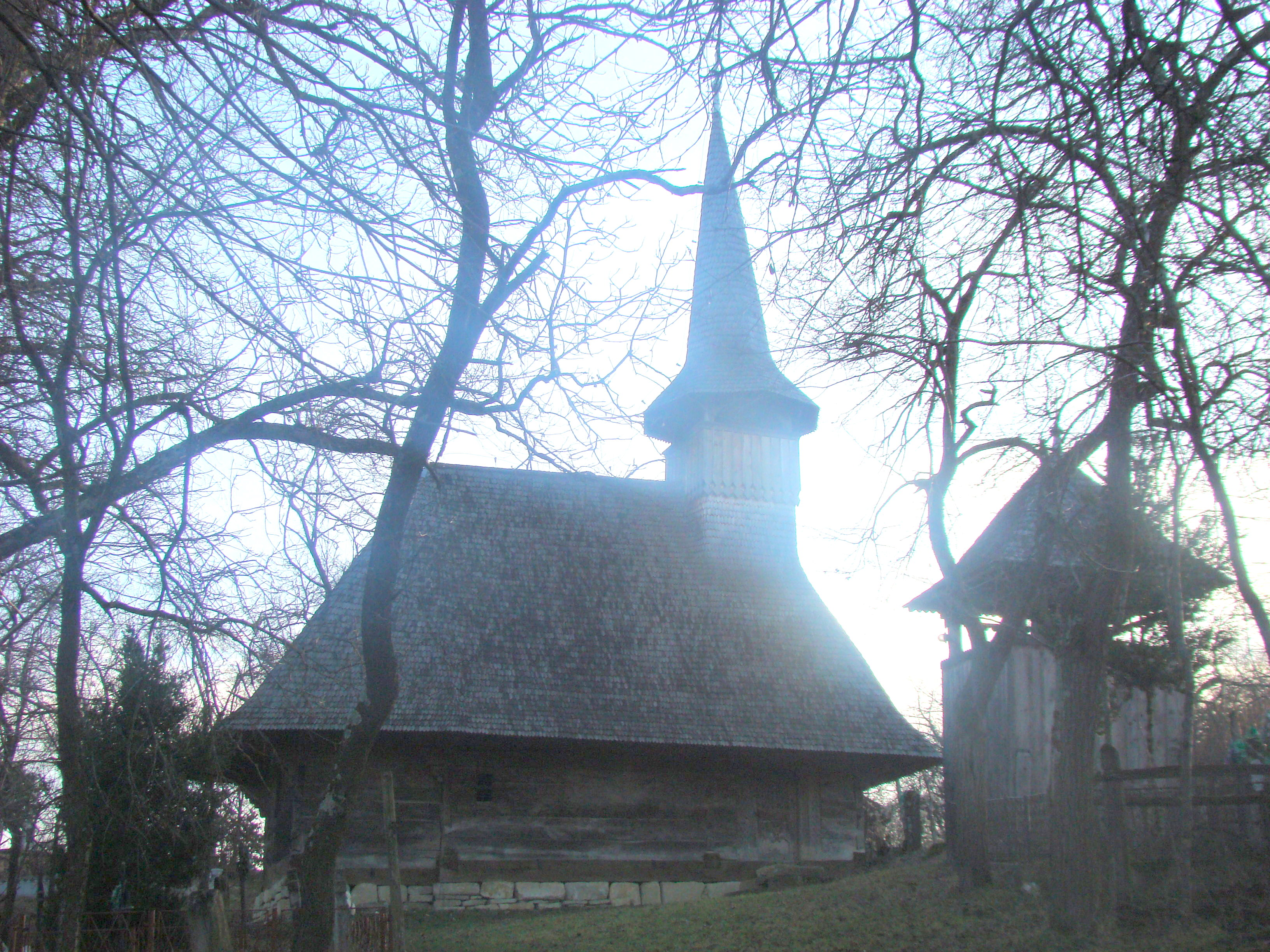
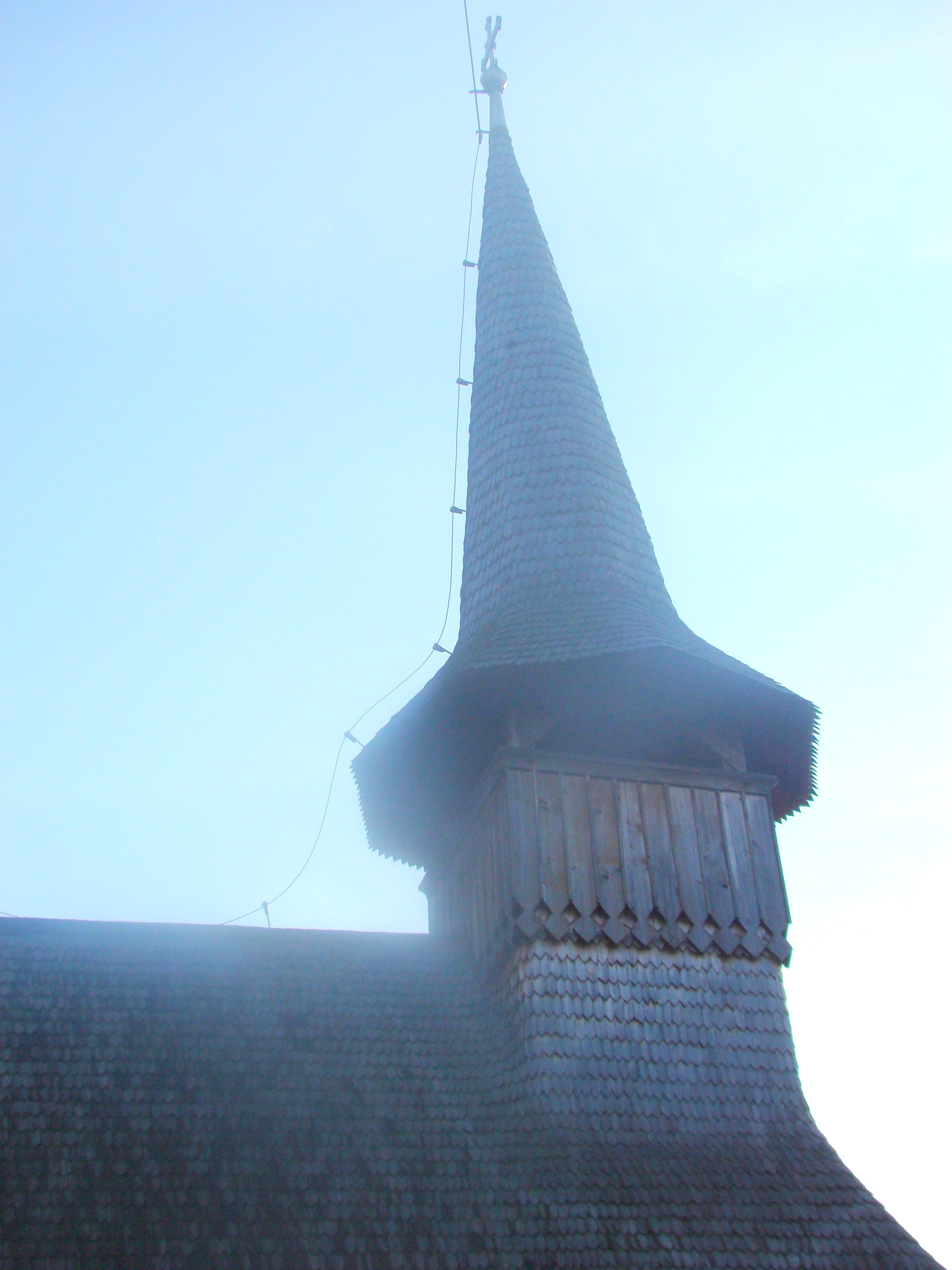
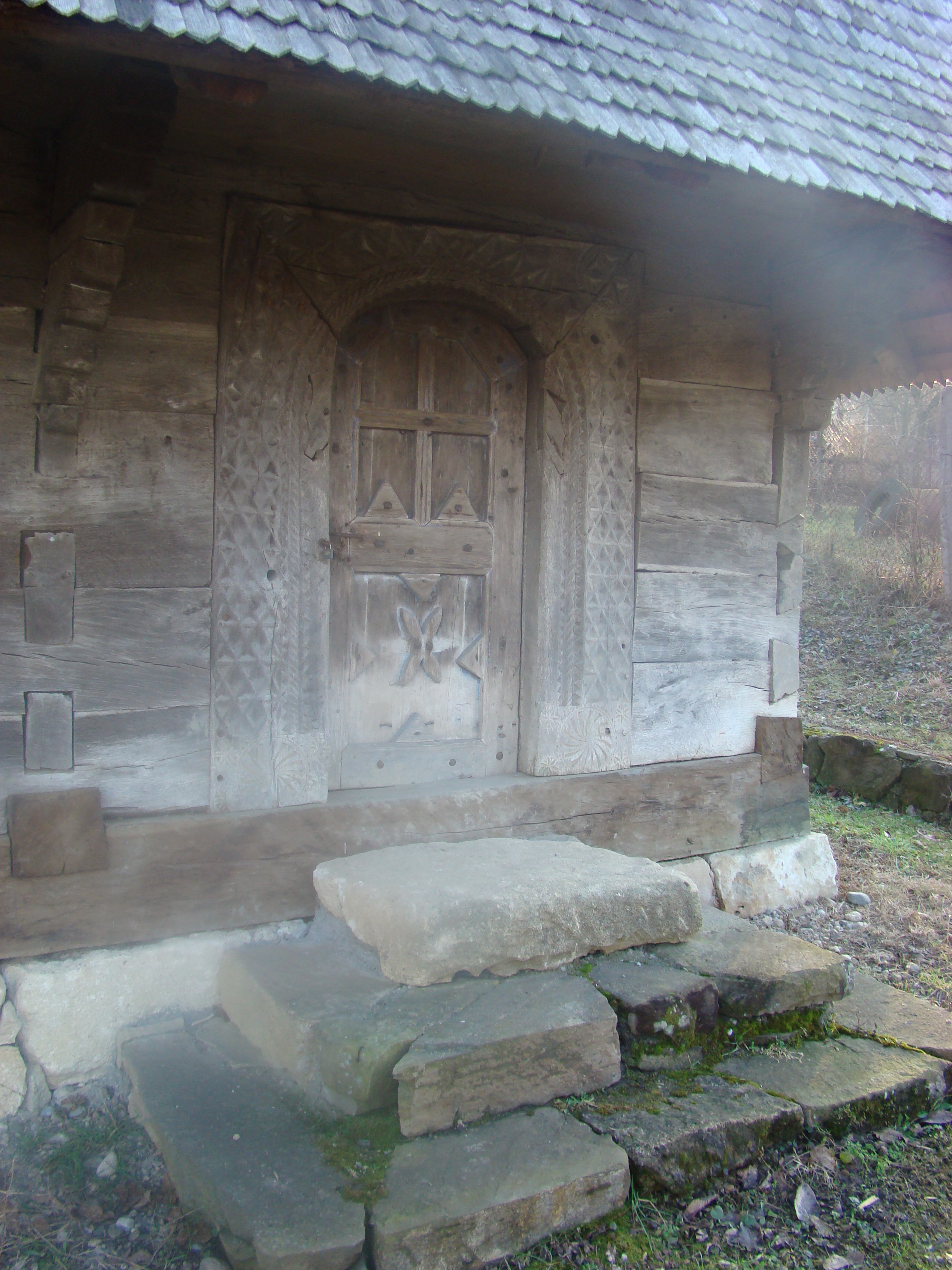
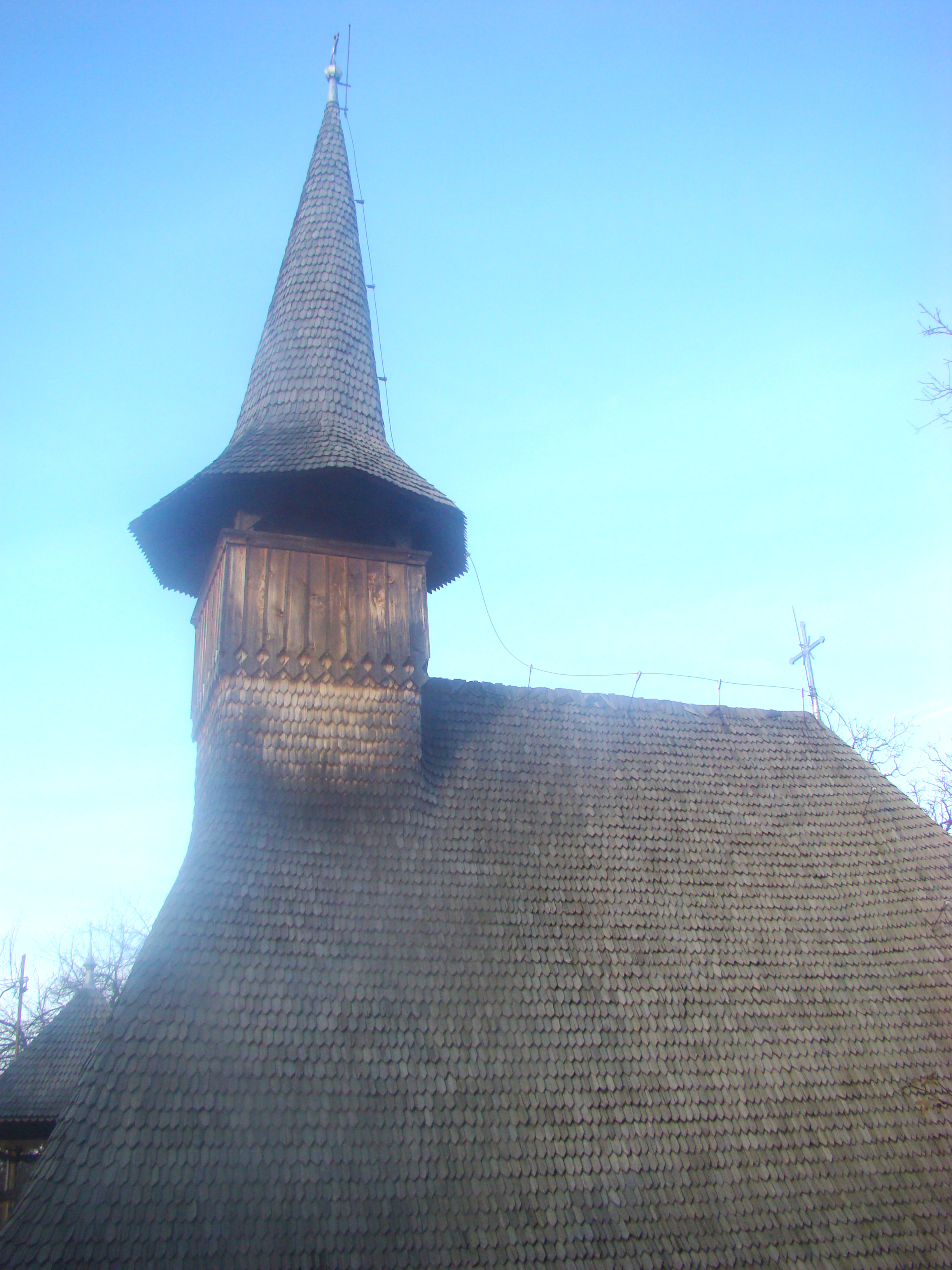
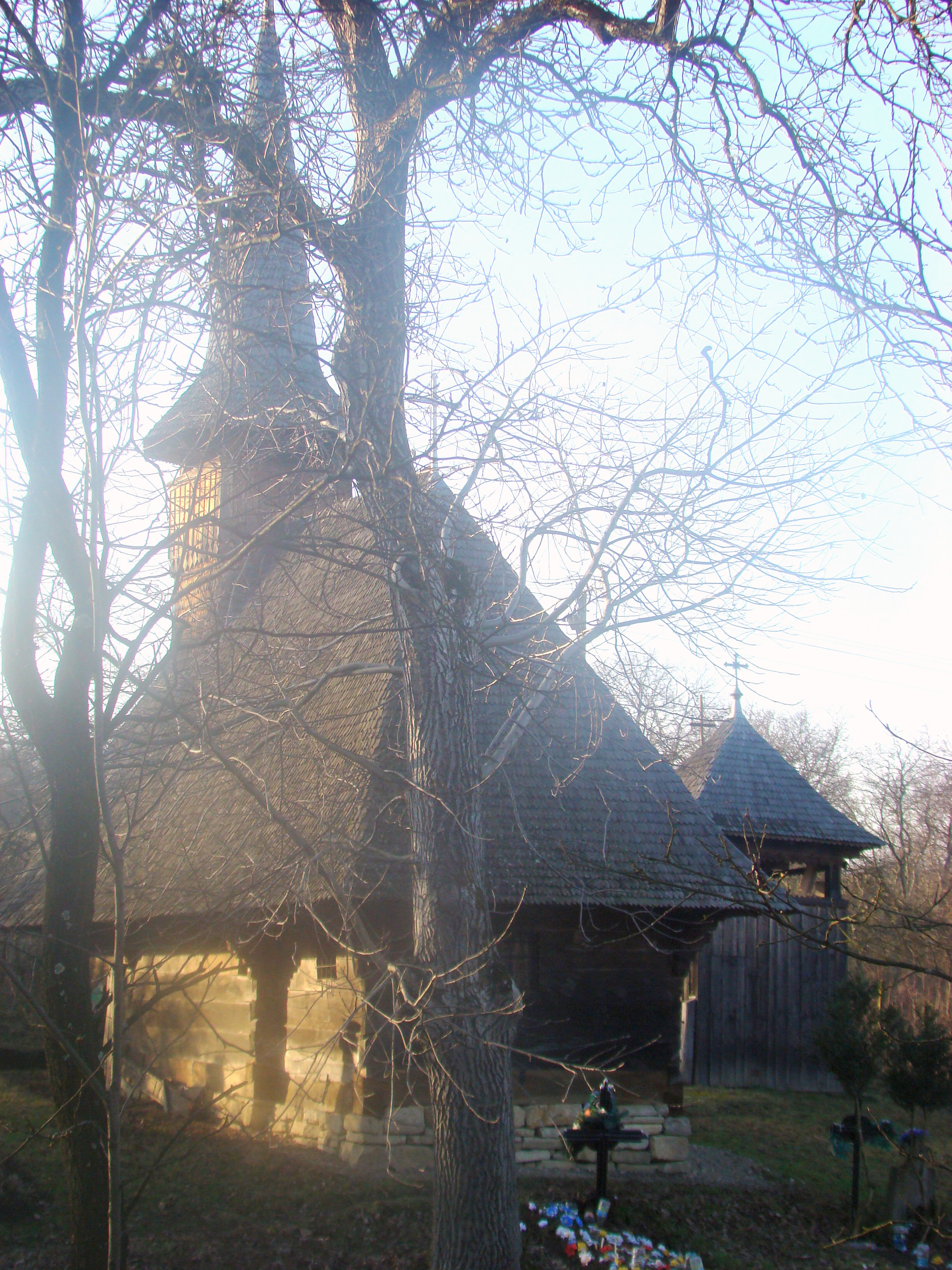
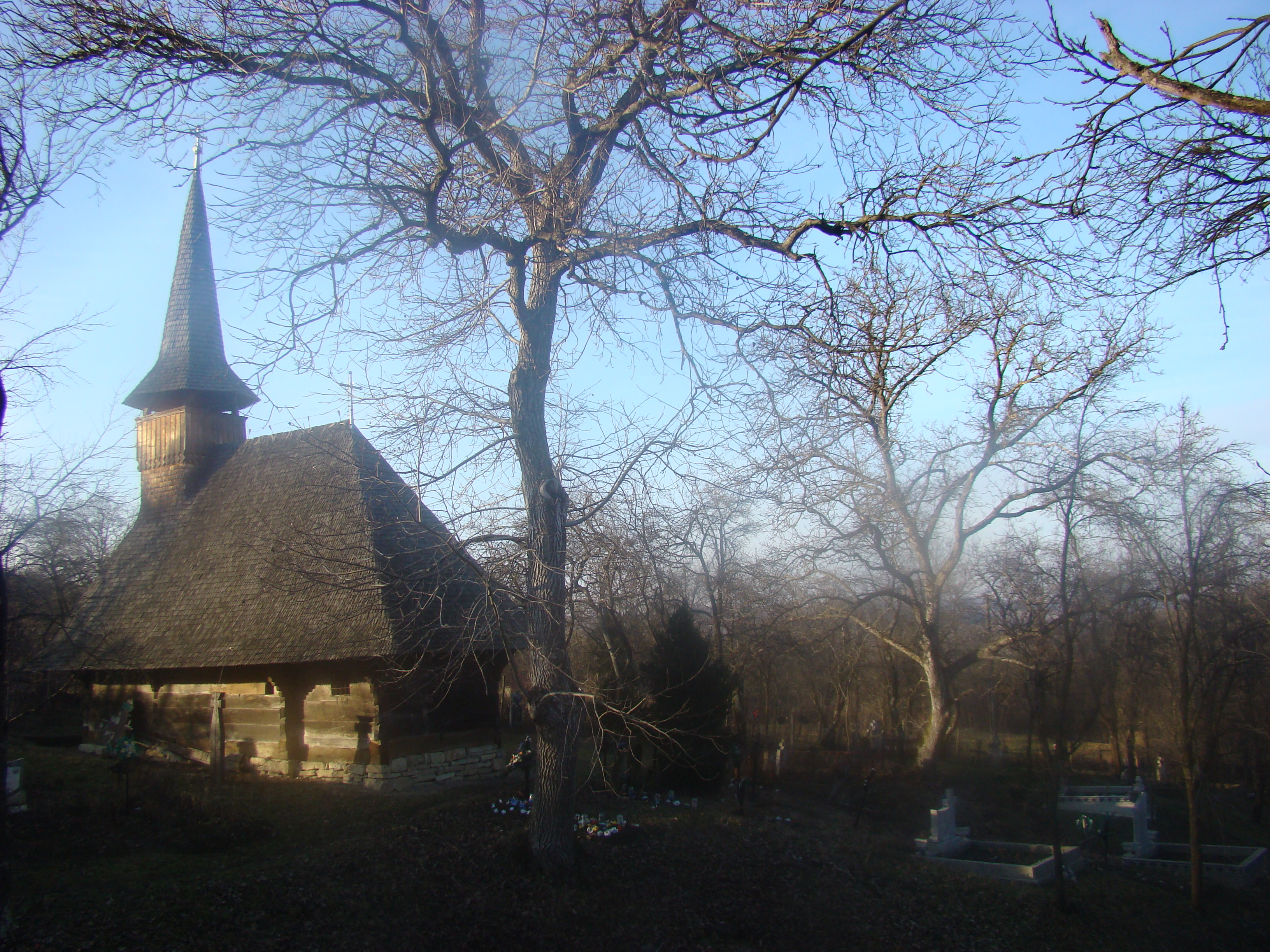
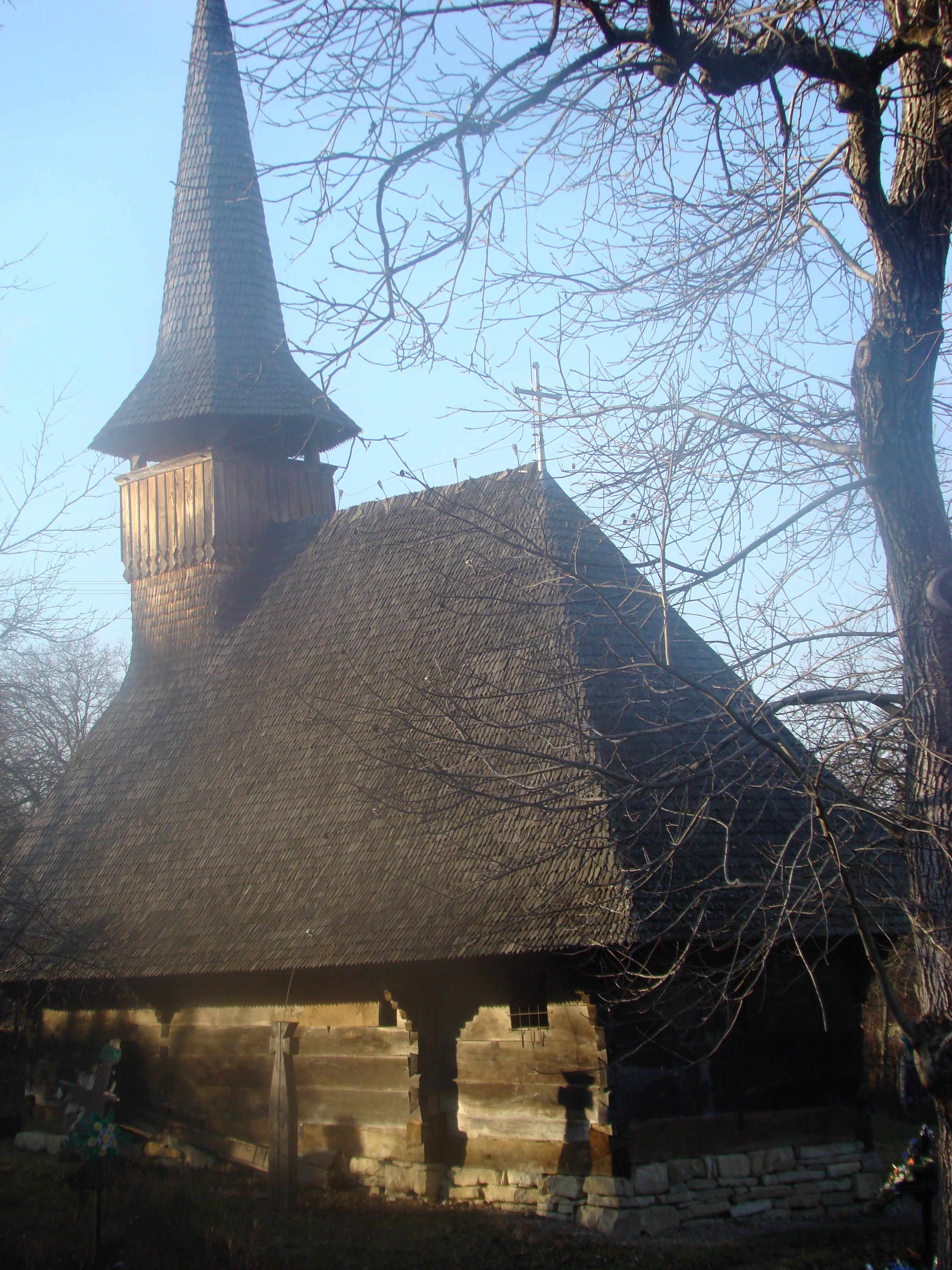
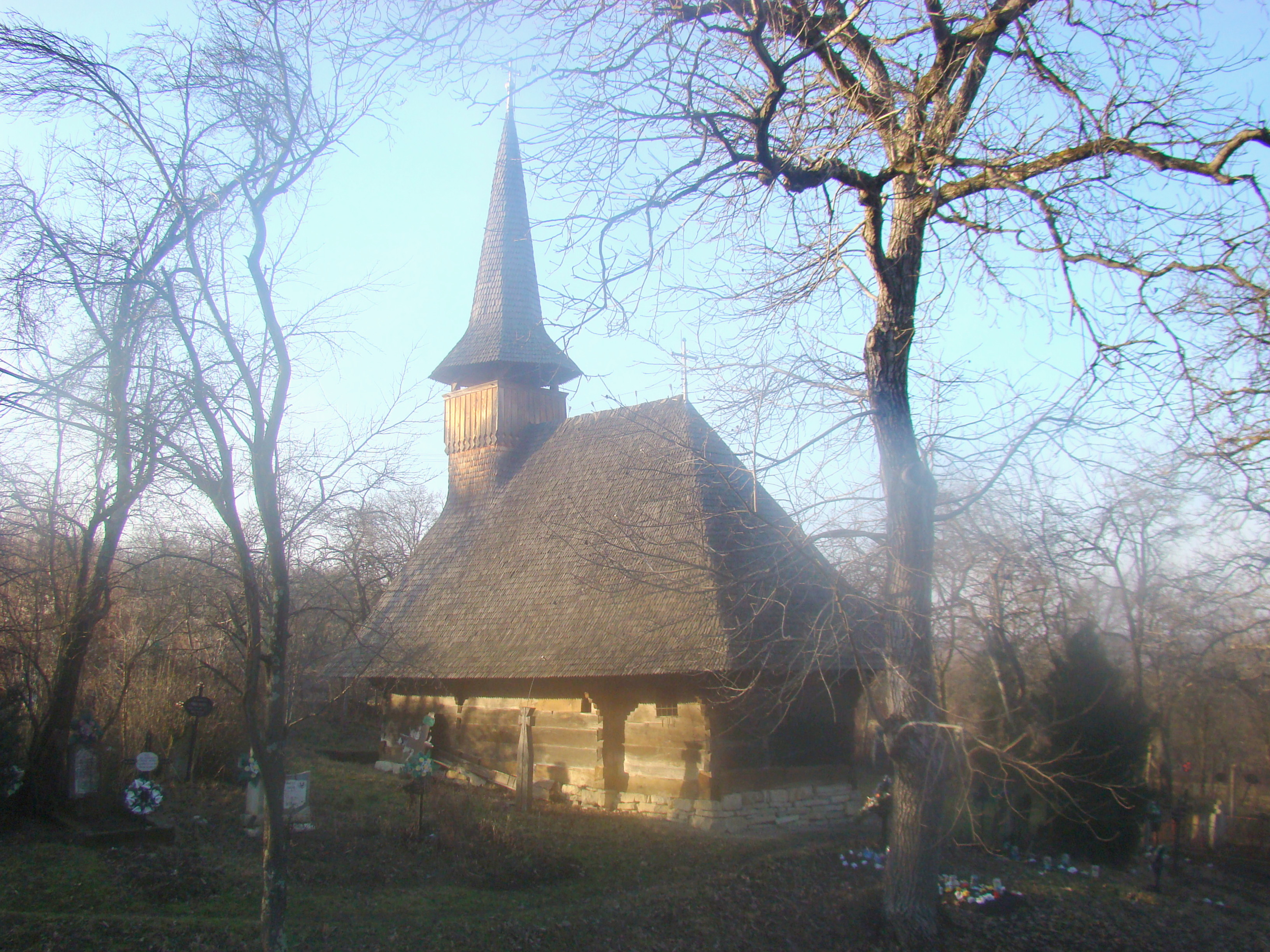
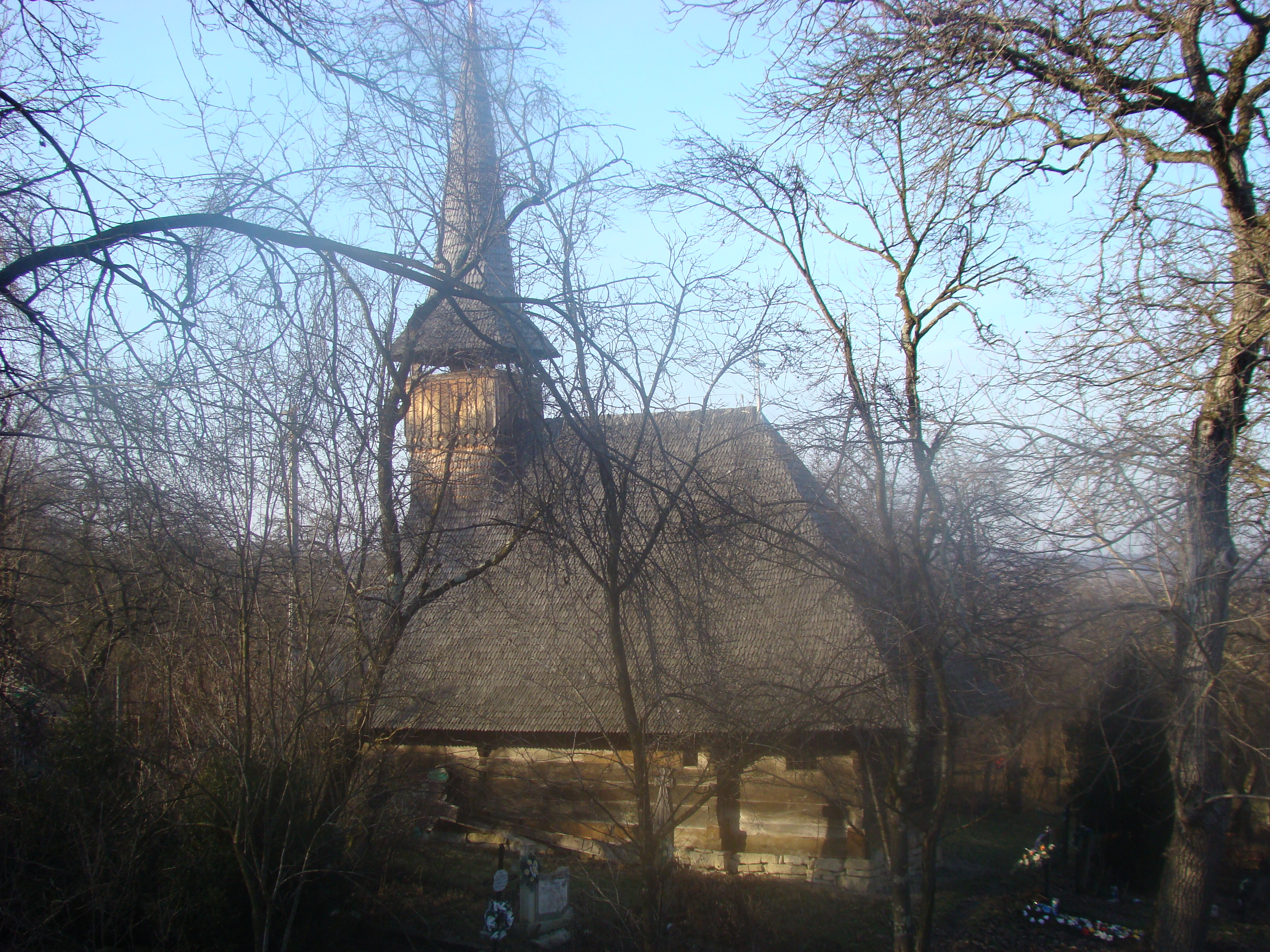
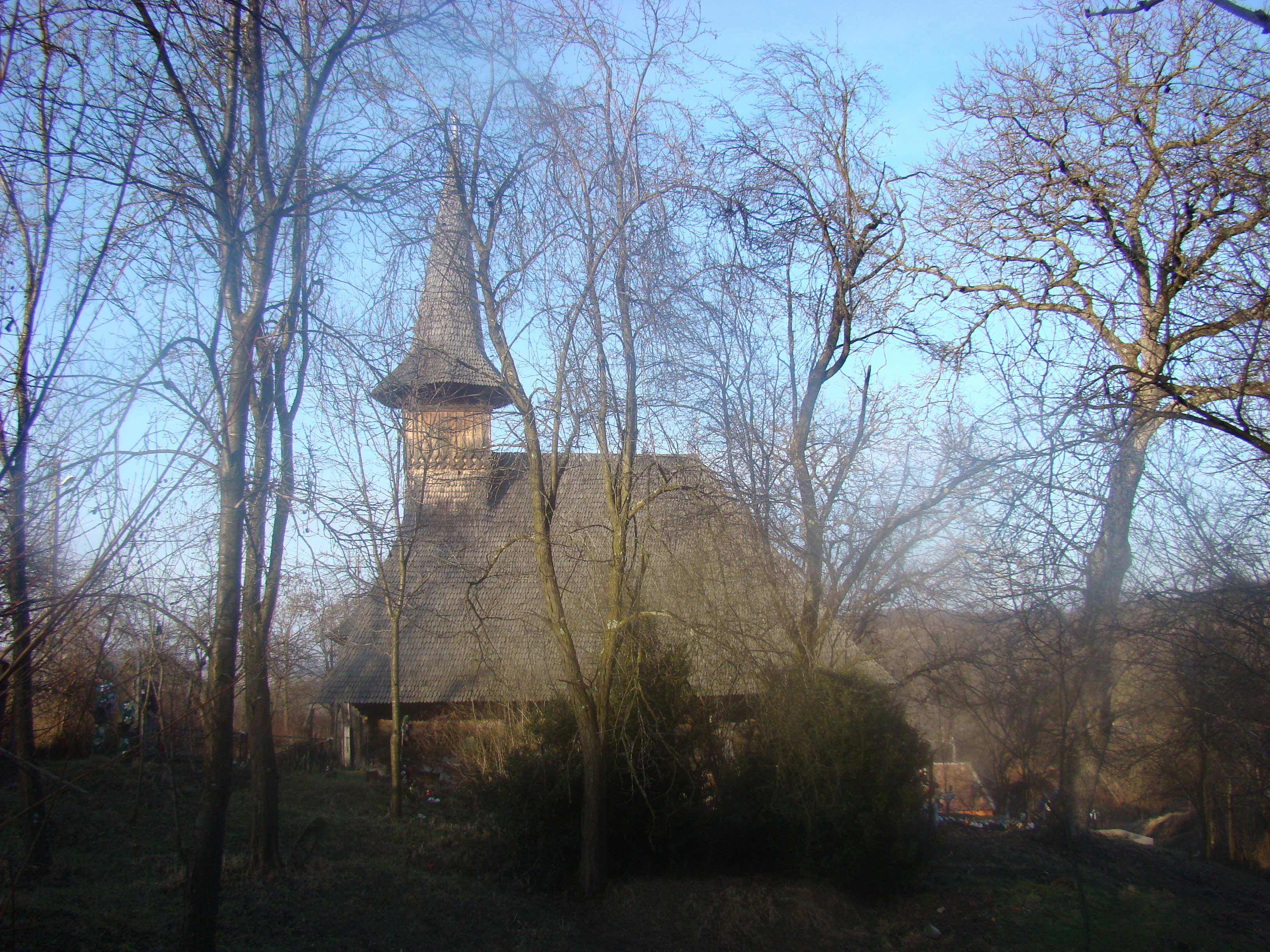
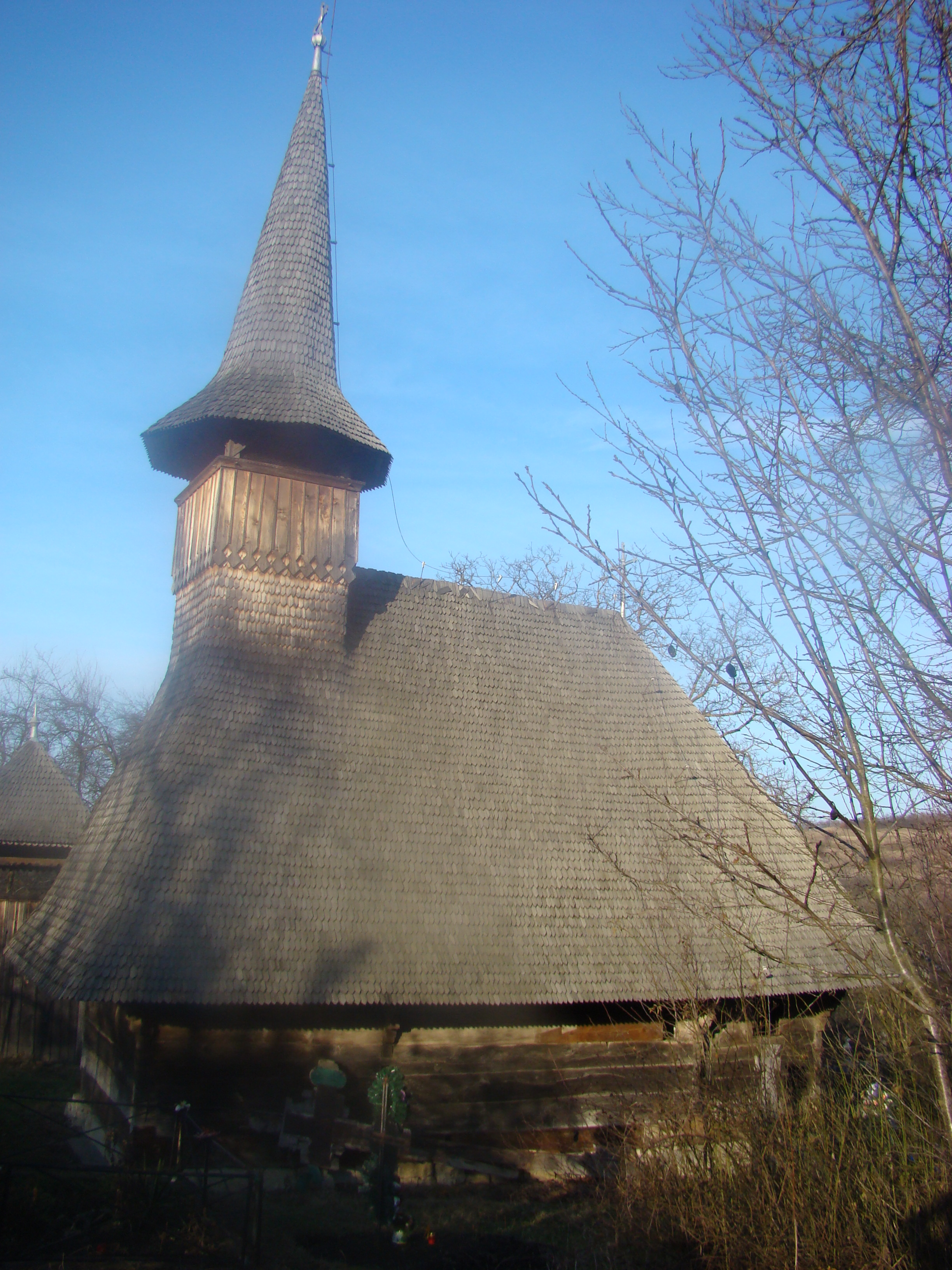
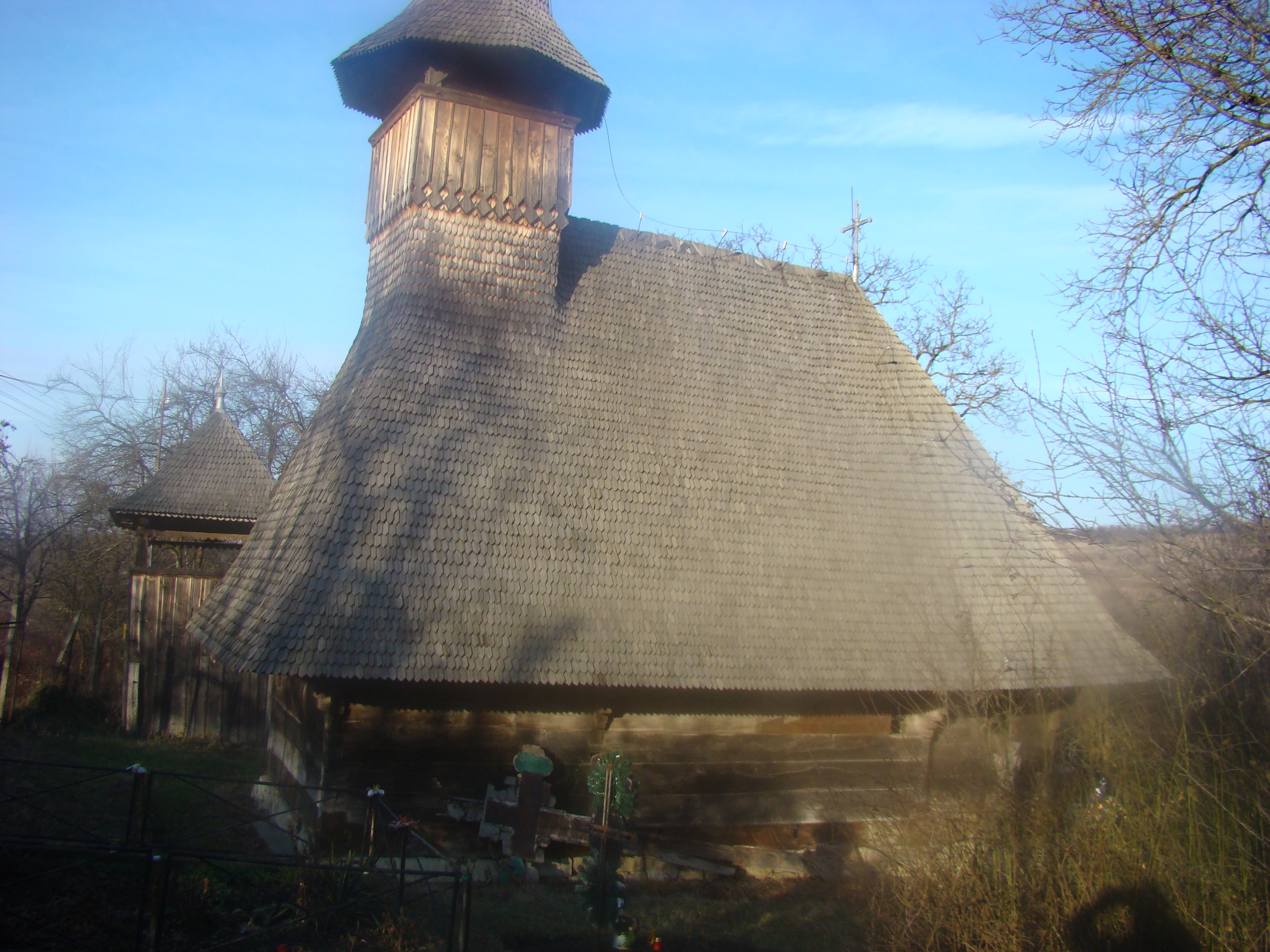
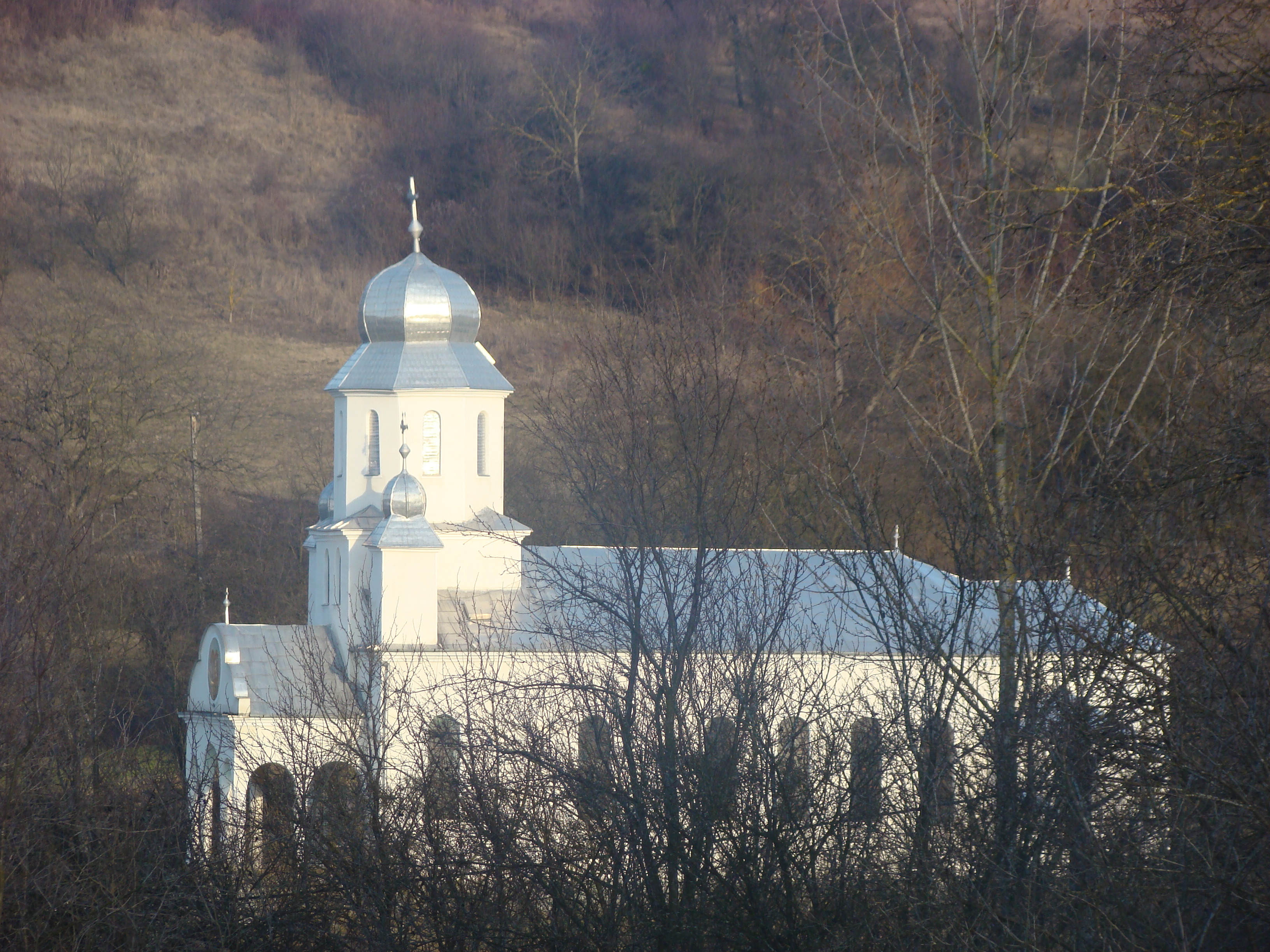
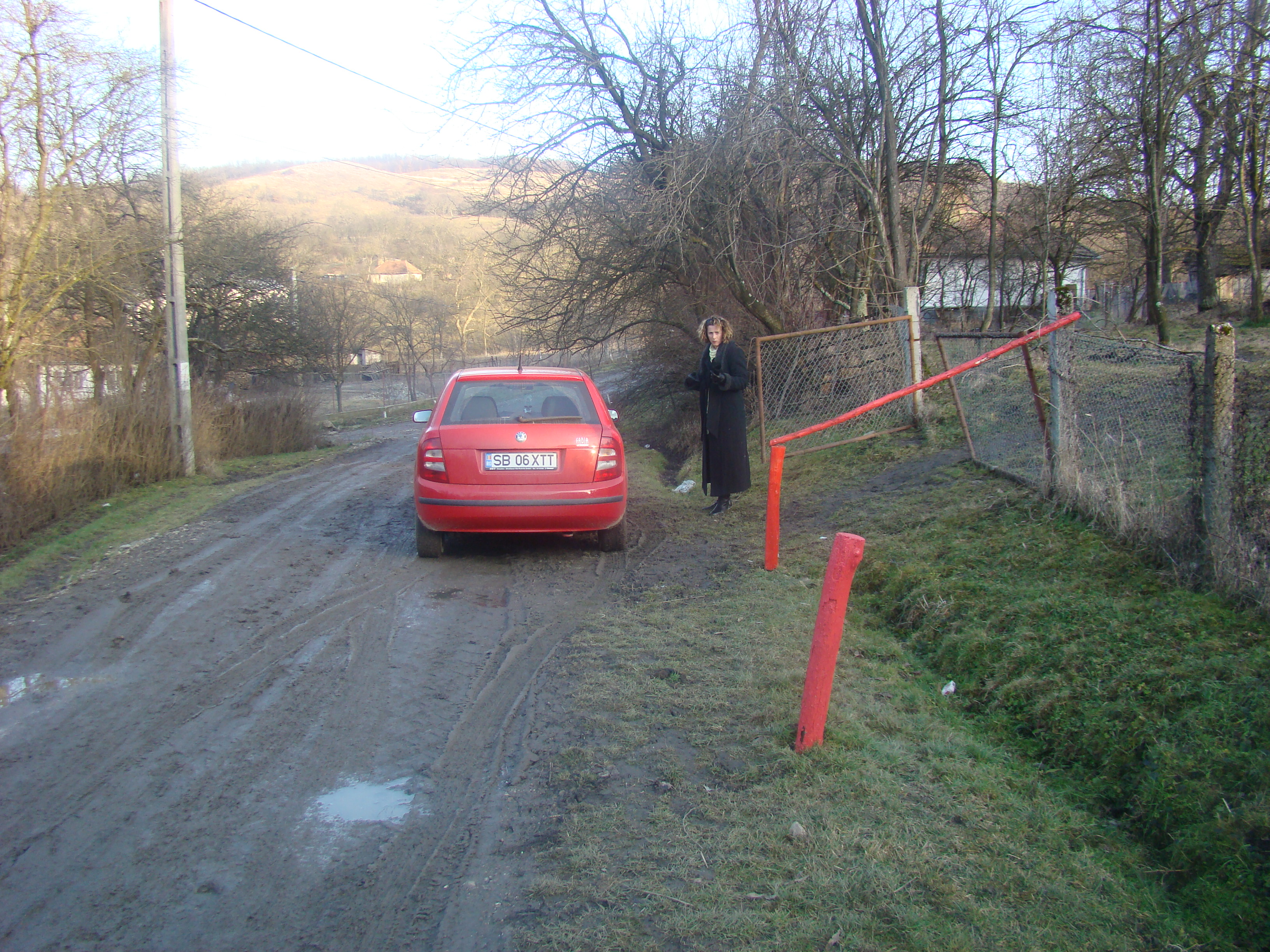